# ドブタミン
ドブタミン（INN、dobutamine）は、急性心不全や心停止の治療の際に、一時的に用いられる場合のある、アドレナリン受容体アゴニストの1つである。主に交感神経系のβ1受容体を直接作動させる。また、弱いがβ2アドレナリン受容体とα1アドレナリン受容体の活性化作用も持つ。なお、ドーパミンとは異なりノルアドレナリンの放出を引き起こさないため、心拍数や血圧にはほとんど影響せずに心拍出量を増加させる。

## 効能・効果
急性循環不全における心収縮力増強が効能・効果である。
ドブタミンは心臓の手術中や敗血症性ショック等の急性で可逆的な心不全や心原性ショックに際して陽性変力作用（心収縮力増強）を期待して用いられる。
ドブタミンは心不全状態の心臓の心拍出量を増加させる。器質性心疾患を持つ場合や心臓手術後で、心臓の収縮力が低下して代償不全が起きた際に、短期間の陽性変力支援薬として用いられる事もある。しかしながら、心拍数を上昇させて心筋の酸素要求量を増大させるので虚血性心疾患には用いられない。
また、冠動脈疾患を検出するための薬理学的心負荷薬として、病院での検査の際にドブタミンが用いられる場合もある。

## 禁忌
肥大型閉塞性心筋症（特発性肥厚性大動脈弁下狭窄）の患者には禁忌である。

## 副作用
主な副作用は、β1作動薬に共通の高血圧、狭心症、不整脈、頻脈である。不整脈に関して、房室伝導を増強させるので、特に心房細動を有する患者には注意して使う必要がある。ドブタミンの最も危険な副作用は不整脈であり、時に致死的である。

## 作用機序
ノルアドレナリンもアドレナリンも、アドレナリン受容体のアゴニストである。ただノルアドレナリンのアミノ基の水素の1つをメチル基で置換した事によって生合成されるアドレナリンは、ノルアドレナリンよりもアドレナリンβ受容体に対して、親和性が高い事が知られている。それと同様に、ドブタミンはアミノ基の水素の1つを、嵩高い置換基で置換した事によって、アドレナリンβ受容体への親和性を高めてある。ドブタミンの場合は、アドレナリンβ受容体の中でも、β1受容体に対する親和性が高く、この受容体を作動させ易い。β1受容体は心臓に発現しており、このβ1受容体に直接働き掛けて、ドブタミンは心収縮力と心拍出量を増大させる。
これに対して、ドーパミン受容体にドブタミンは働かないので、ノルアドレナリン（α1作動性物質）を放出させず、末梢血管の収縮作用が弱いので、血圧上昇作用はドーパミンよりも弱い。
ドブタミンは選択的β1作動薬ではあるものの、弱いながらβ2作動作用とα1受容体選択的刺激作用がある。
臨床的にはβ1の陽性変力作用を期待して心原性ショックに用いられる。ドブタミンはラセミ体であり、(+)-異性体と(−)-異性体が混在している。(+)-異性体はβ1作動性・α1遮断性を持ち、(−)-異性体はα1作動性を持つ。その結果、両者の混合物であるドブタミンは結果的にβ1作動性を示す。(+)-ドブタミンは弱いβ2作動性も併せ持っており、血管拡張薬としての特性も有している。

## 歴史
ドブタミンは、1970年代にイソプレナリンの誘導体として合成された。なお、イソプレナリンよりもドブタミンの方が、アミノ基に導入された置換基は大きい。